# Abraham Pisarek

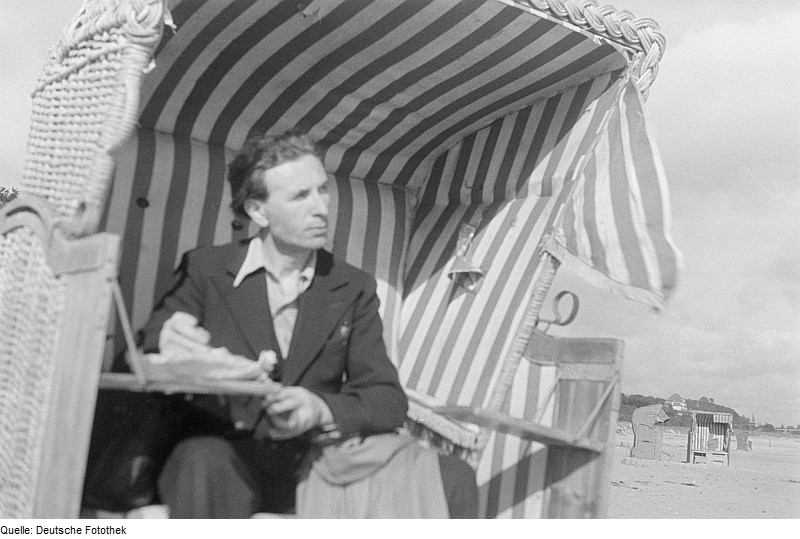
Abraham Pisarek 1946 in Bansin

Abraham Pisarek (* 24. Dezember 1901 in Przedbórz bei Łódź; † 24. April 1983 in West-Berlin) war ein deutscher Fotograf.

## Leben und Werk
Abraham Pisarek wurde als Sohn des jüdischen Kaufmanns Berek Pisarek und dessen Ehefrau Sura in Russisch-Polen geboren. In Łódź besuchte er die Religions- und die Mittelschule. 1918/1919 siedelte er nach Deutschland über und arbeitete dort in einer Fabrik in Herne. 1924 verließ Pisarek Deutschland in Richtung Palästina als Chaluz (deutsch: Pionier) und arbeitete dort unter anderem als Steinmetz. In Palästina begann Pisarek zu fotografieren. Er erkrankte an Malaria. Vier Jahre später kehrte er mit einem britischen Pass nach einem kurzen Aufenthalt in Frankreich nach Berlin zurück und ließ sich im Bezirk Mitte nieder. Hier absolvierte er eine fotografische Ausbildung und war seitdem als Berufsfotograf für Bildverlage und das Berliner Theaterleben tätig. Unter anderem fotografierte er für die Bildagentur Mauritius in Italien und für das Piscator-Theater am Nollendorfplatz. Seine Bilder wurden in der Arbeiter Illustrierten Zeitung und in der jüdischen Presse veröffentlicht. Im Jahr 1929 trat er dem Reichsverband der Deutschen Presse bei. Aus Kontakten Pisareks zur KPD resultierte eine Zusammenarbeit mit John Heartfield. Auch wurde er Mitglied der Arbeiterfotografengruppe Berlin-Nord. Als Freund Max Liebermanns verkehrte er in Kreisen bedeutender Künstler und Literaten der Weimarer Republik.

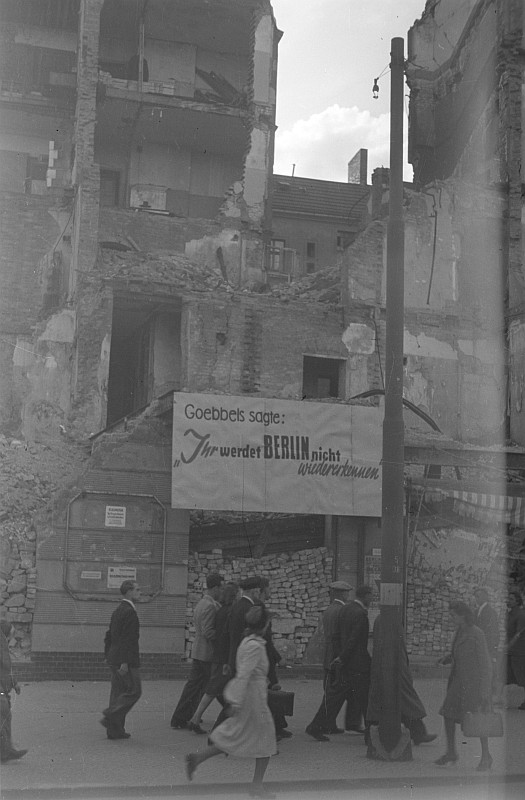
Fotografie Pisareks aus dem Nachkriegsberlin, 1945

Im Jahr 1928 hatte er die aus Leningrad stammende nichtjüdische Stenotypistin Berta Isigkeit geheiratet. 1929 wurde Sohn Georg und 1931 Tochter Ruth geboren. Mit seiner Familie wohnte er in der Weißen Stadt, einer Sozialsiedlung in Berlin-Reinickendorf. Da Pisarek nach der Machtergreifung der Nationalsozialisten 1933 offiziell Berufsverbot erhielt, durfte er ausschließlich für die Jüdische Gemeinde tätig sein. Eine Emigration in die USA scheiterte. Er arbeitete nun als Fotograf der fünf bis 1941 bestehenden jüdischen Zeitungen sowie für den Jüdischen Kulturbund Berlins (dort fotografierte er u. a. die Pianistin Grete Sultan und die Bühnenbildnerin Hanna Litten). 1935 machte er die einzigen Fotos von der Beerdigung Max Liebermanns. Pisarek beteiligte sich an illegalen, antifaschistischen Aktivitäten, was mehrmals zu Verhaftungen und Vorladungen zur Gestapo führte. 1936 wurden er mit seiner Familie aus der Reinickendorfer Wohnung ausgewiesen. Sie zogen in die Oranienburger Straße in Berlin-Mitte.
Mit der endgültigen Auflösung aller jüdischen Organisationen in Deutschland 1941 wurde Pisarek arbeitslos. Er musste Zwangsarbeit leisten, unter anderem als Dolmetscher für polnische und sowjetische Zwangsarbeiter. Er überlebte die NS-Herrschaft dank der Rosenstraße-Proteste. Im Mai 1944 war seine Wohnung bei einem der Luftangriffe der Alliierten auf Berlin ausgebrannt.
Nach dem Krieg arbeitete Pisarek als Dolmetscher für die Sowjetische Militäradministration in Berlin. Er konnte in seine Wohnung in der Reinickendorfer Siedlung zurückkehren. Auch nahm er seine Bildreportertätigkeit wieder auf und dokumentierte auf diese Art die „antifaschistisch-demokratische Umwälzung“ in der Sowjetischen Besatzungszone und die Gründung der DDR sowie ihre ersten Aufbaujahre sowie das kulturelle Leben in Ost- und West-Berlin. Die Fotoserie vom Händedruck Otto Grotewohls und Wilhelm Piecks beim Vereinigungsparteitag der SED 1946 gehört zu seinen bekanntesten Fotos. Auch zahlreiche Künstlerporträts, zum Beispiel von Helene Weigel, Thomas Mann und Hanns Eisler, entstanden in dieser Zeit. Seit dem Ende der 1950er Jahre wandte Pisarek sich nahezu ausschließlich der Theaterfotografie zu.
Pisarek war Mitglied des Verbands Bildender Künstler der DDR und lebte als Grenzgänger in West-Berlin.
Seine fotografischen Arbeiten sind Bestandteil mehrerer Archive, etwa der Deutschen Fotothek, der Theatersammlungen der Stiftung Stadtmuseum Berlin, der Stiftung Archiv der Akademie der Künste, der Bildagenturen akg-images und ullstein bild, sowie des Bildarchivs Preußischer Kulturbesitz (bpk).

## Bildergalerie

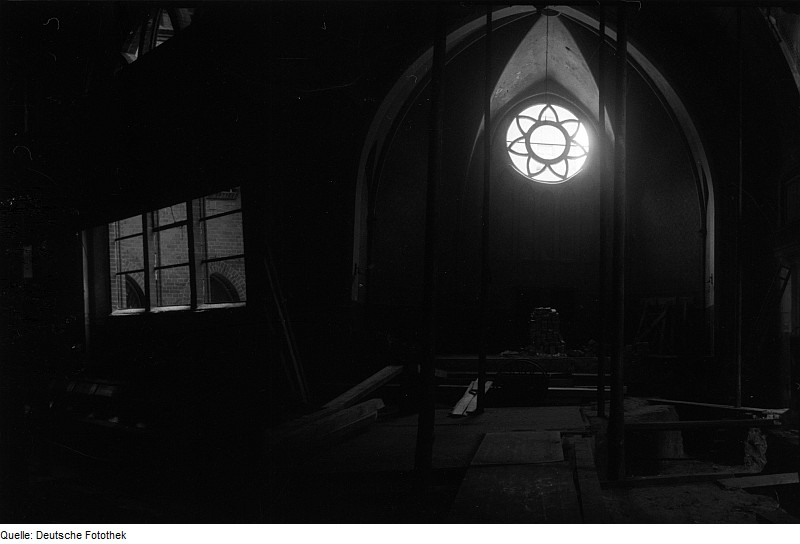
Baptisten-Kapelle, Berlin 1946
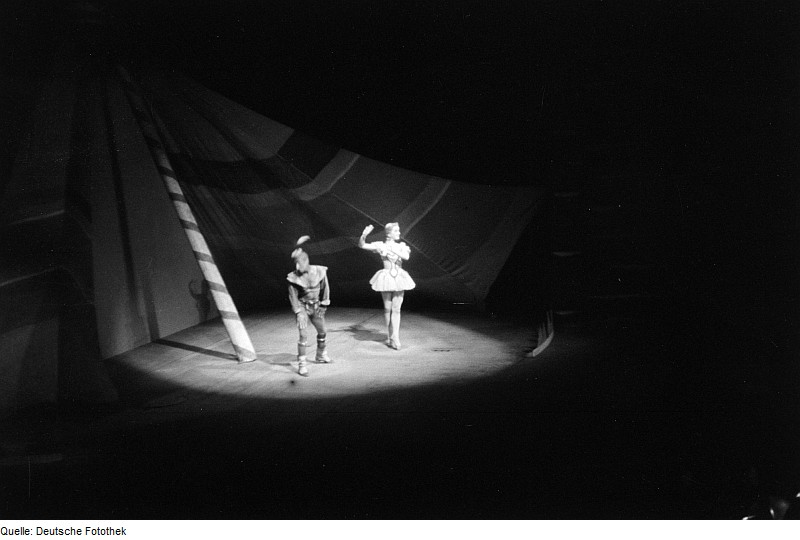
Deutscher Frauenkongress für den Frieden in der Deutschen Staatsoper Berlin
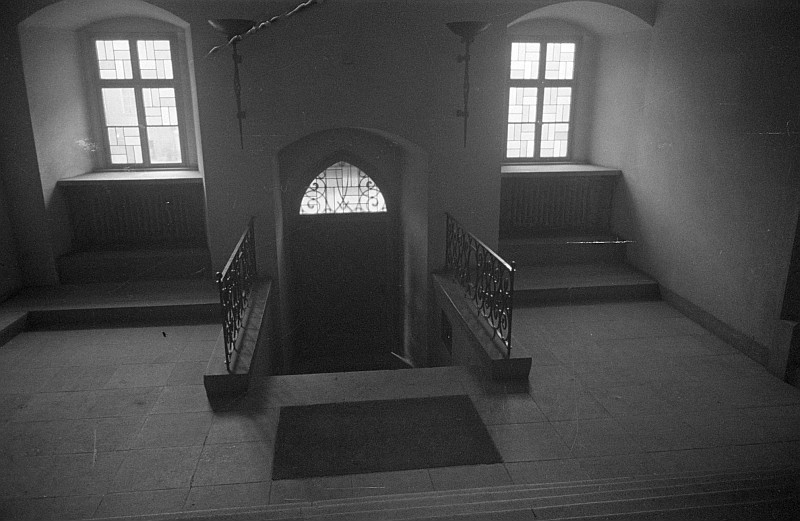
Eingangshalle Rathaus Meißen 1945

Theaterfotografien
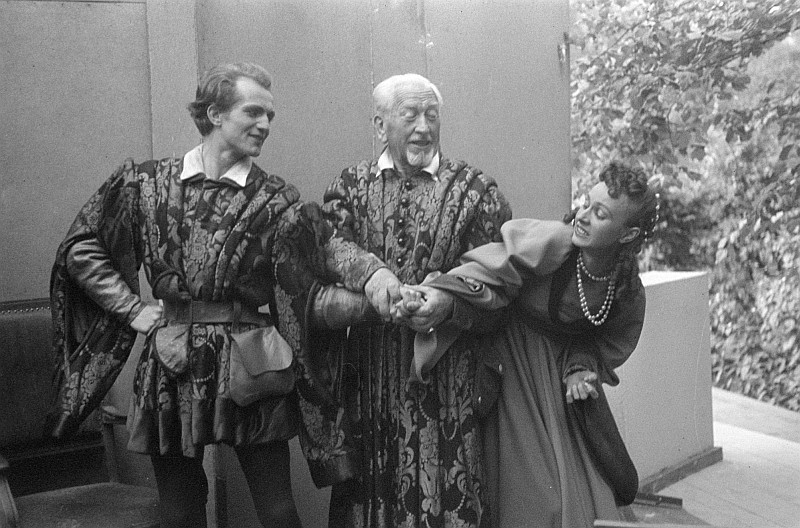
Szenenbild aus dem Stück Der Widerspenstigen Zähmung von William Shakespeare auf der Naturbühne Schöneberg im Stadtpark, 1945
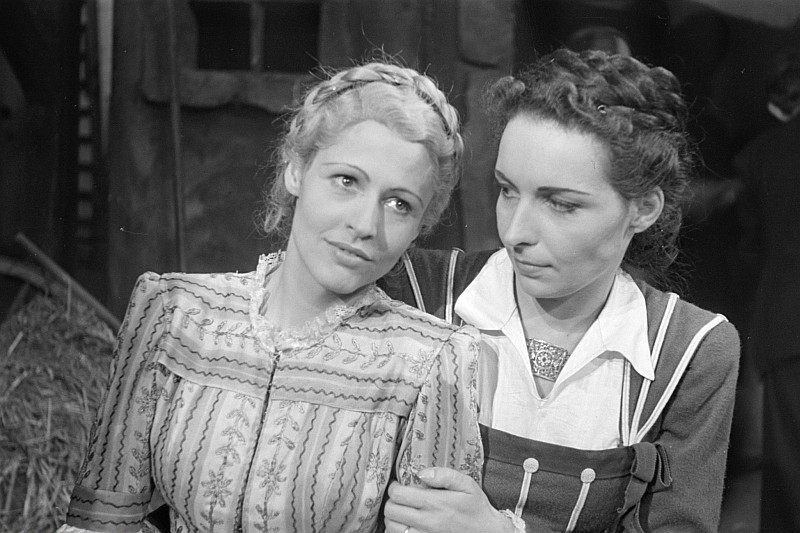
Szenenbild aus dem Stück Der fröhliche Weinberg von Carl Zuckmayer am Hebbel-Theater Berlin, 1945
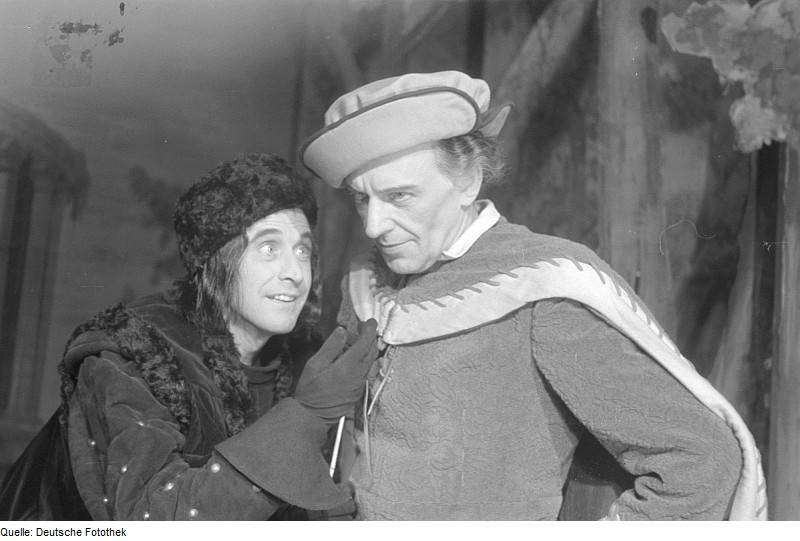
Szenenbild aus der Komödie Wie es euch gefällt von William Shakespeare am Schlossparktheater Berlin-Steglitz, 1946

Hauptrollen
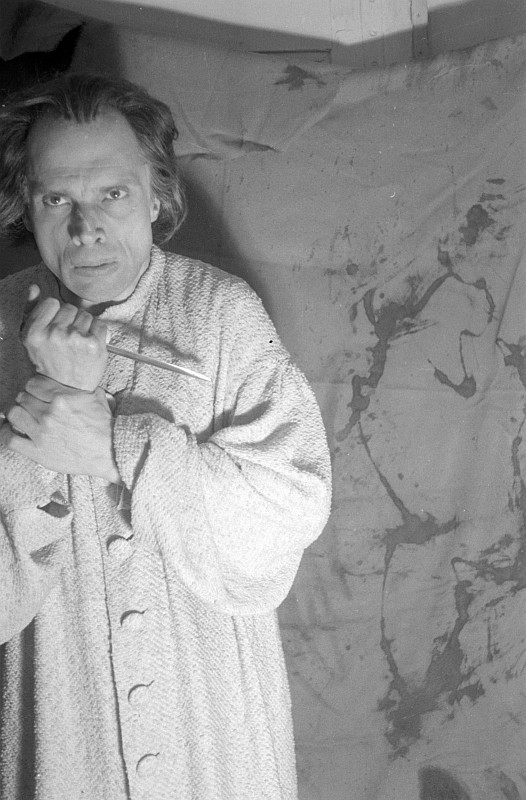
Walter Franck in Macbeth von Giuseppe Verdi am Hebbel-Theater Berlin, 1945
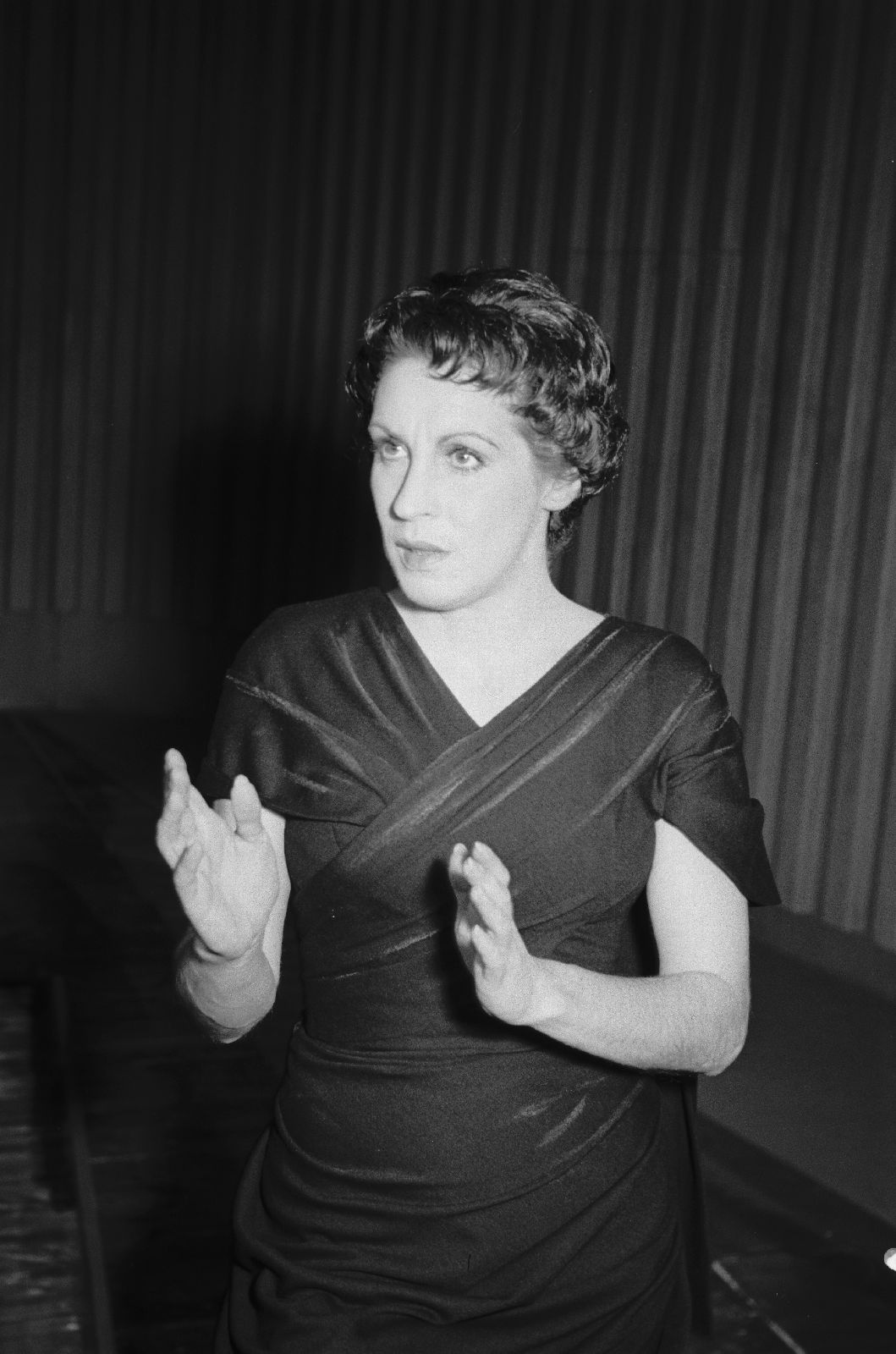
Maria Becker in der Titelrolle des Stücks Antigone von Sophokles am Berliner Schillertheater, 31. August 1953
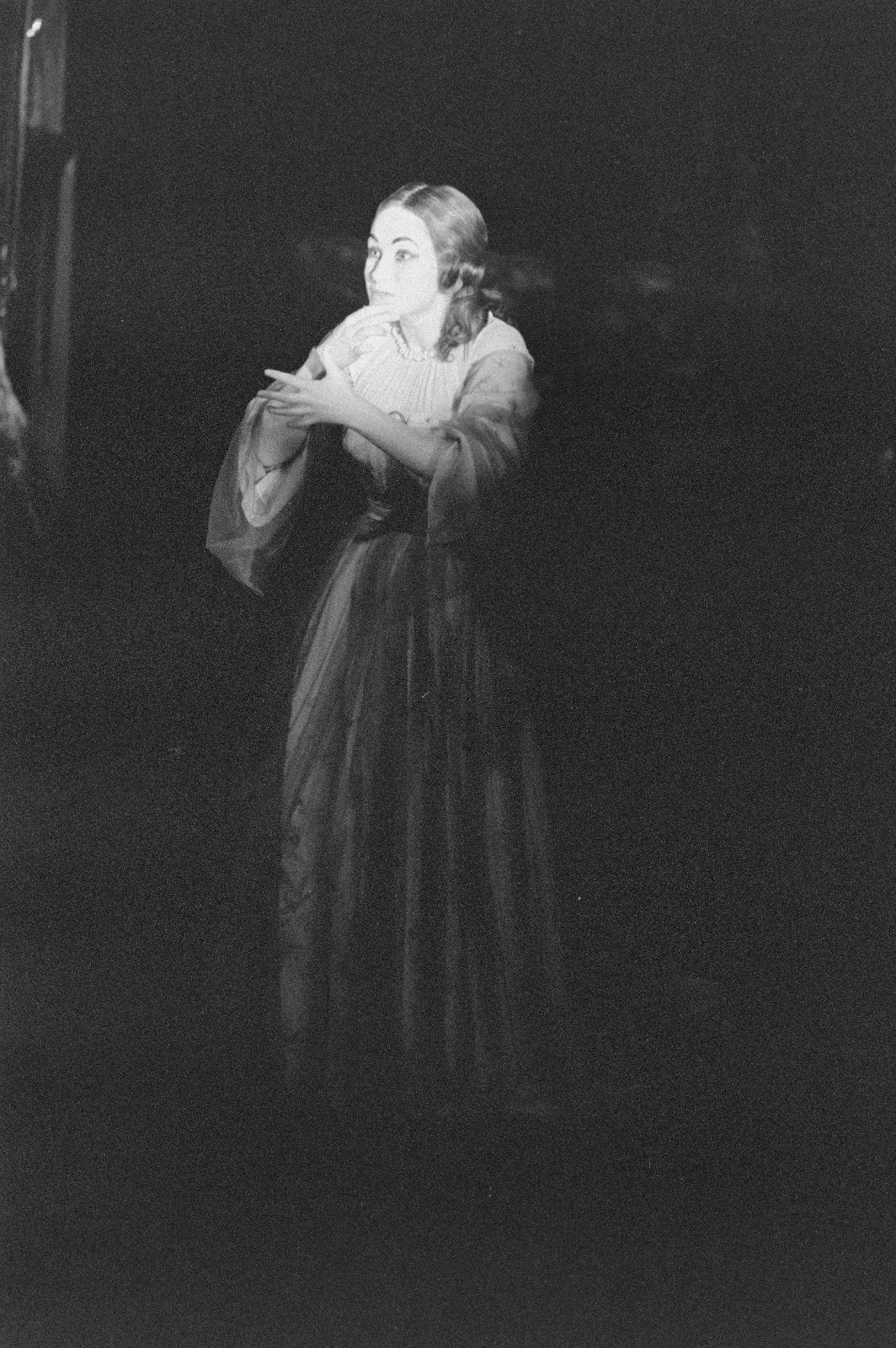
Melitta Muszely in Hoffmanns Erzählungen, Komische Oper Berlin, 1958
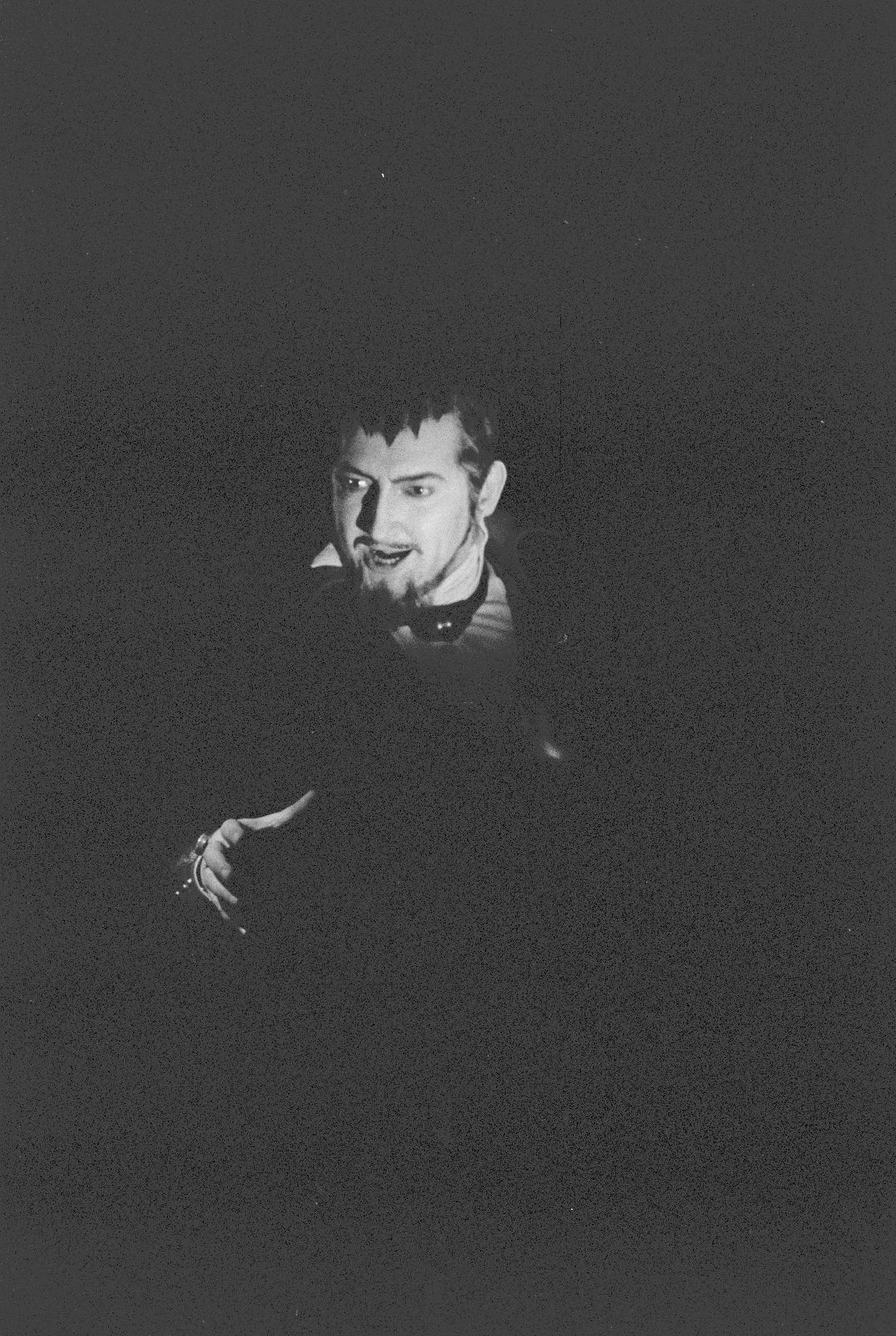
Rudolf Asmus in Hoffmanns Erzählungen von Jacques Offenbach, Komische Oper Berlin, 1958
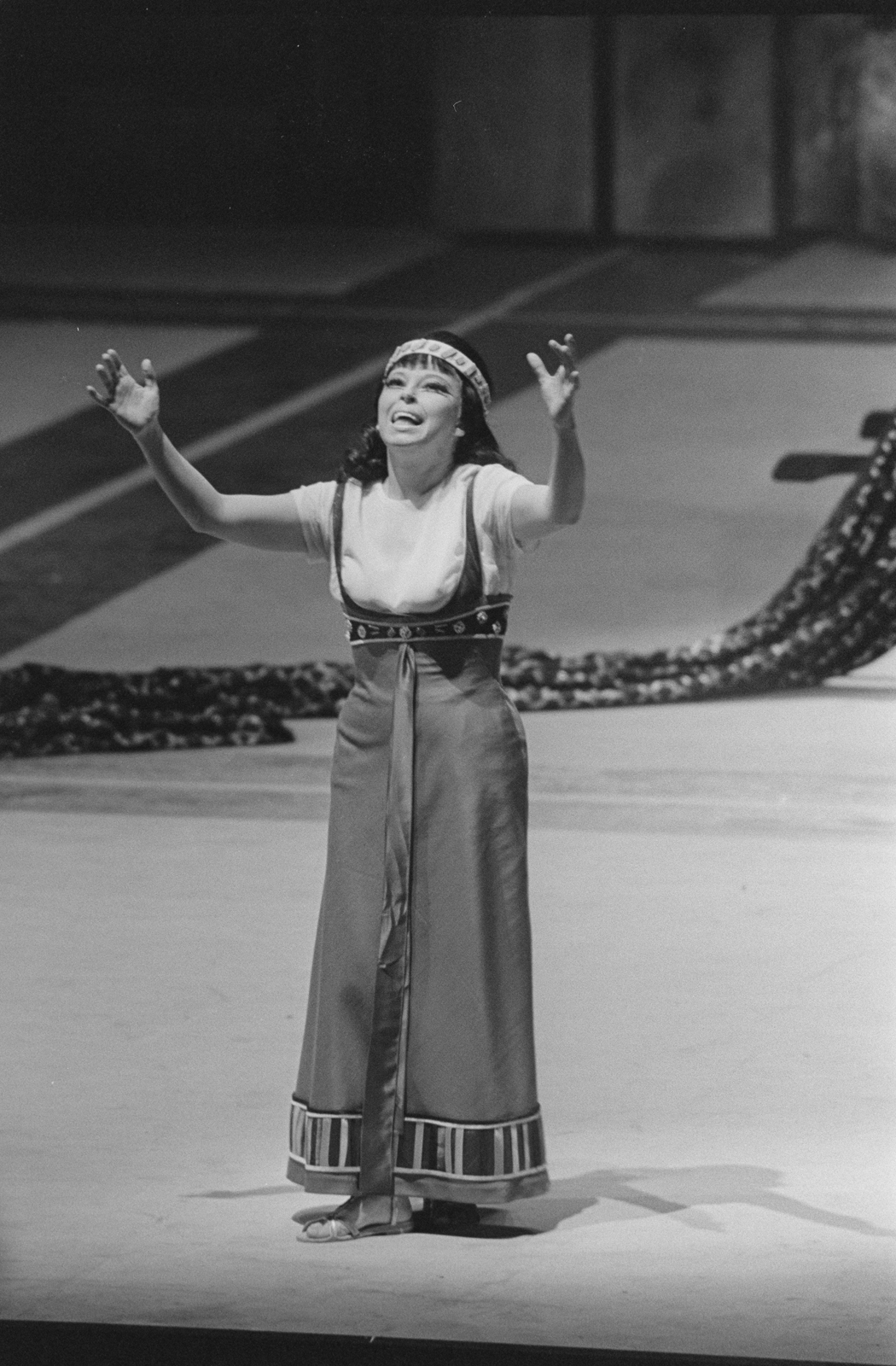
Sylvia Geszty als Kleopatra in Giulio Cesare in Egitto von Georg Friedrich Händel, Deutsche Staatsoper Berlin, 1970

## Multimedia
- Grenzgänger. Der Fotograf Abraham Pisarek. DVD. Cine Impuls KG Laabs und Partner. Ein Film von Walter Brun. Berlin. 1991.
- Vorbei – Beyond Recall. Bear Family Records. Hambergen. 2001.